# WA D
A WA D egy egyiptomi sír a Vádi Szikket Taka el-Zeidében, a Királyok völgyétől nyugatra. A XVIII. dinasztiához tartozó Hatsepszut számára épült, még amikor II. Thotmesz királynéja volt; mikor férje halála után ő maga is trónra lépett, a WA D sír építését abbahagyta, és apja sírját, a Királyok völgye 20-at bővítette ki, hogy ő is oda temetkezzen. A WA D sírt helyi munkások találták meg, majd a Lord Carnarvon megbízásából ásató Howard Carter tárta fel 1916-ban.

## Leírása
A sír a thébai nekropolisz egy mindentől távoli zugában található, a Királyok völgyétől nyugatra eső Vádi Gabbanat el-Kurud egyik ágát képező Vádi Szikket Taka el-Zeidében. A hely a XVIII. dinasztia korának elején valószínűleg királynéi temetkezések helyszínéül szolgált. A sírt egy víz vájta hasadékba vájták, bejárata magasan a vádi oldalfalában található, 70 méterrel a föld felett. Alaprajza egyszerű: a bejárat után rövid lépcső következik, majd egy egyenes, enyhén lejtő folyosó, ami 17 méter után derékszögben jobbra fordul és pár méter után egy négyszögletes alaprajzú kamrába torkollik. Innen újabb folyosó vezet le egy kisebb, szintén négyszögletes, befejezetlenül maradt kamrába. Ennek padlójába középen meredek lejáratot vájtak, amely befejezetlen kamrához vezetett, alighanem ezt szánták sírkamrának.
A sírt helyiek fedezték fel 1916 októberében. Az első világháború, az emiatti gazdasági visszaesés, valamint a műemlékekkel foglalkozó hivatalnokok számának csökkenése miatt elszaporodtak a sírrablások a thébai nekropoliszban. Howard Carter beszámolója alapján a sír felfedezőit egy rivális banda elzavarta a helyszínről. Az épp Luxorban nyaraló Cartert a helyi vezetők keresték fel, hogy tegyen igazságot a helyzetben. Mikor Carter és munkásai éjjel megérkeztek a sírhoz, a sírrablókat még munka közben találták. A sír tele volt törmelékkel, melyet a rablók 29 méteren át kiástak, de csak akkora helyen, hogy egy ember be tudjon kúszni a sírba. Carter csapatának húsz napba telt megtisztítani a sírt. A sírkamra előtti kamrában mészkőtáblákat találtak, amelyek Carter feltételezése szerint emelvényt alkottak volna a szarkofágnak, vagy a sír lezárásához használták volna őket. Carter felfigyelt a hasonlóságra ezen táblák, valamint a KV20-ban és a KV38-ban talált táblák között, melyeket az Amduat könyvével díszítettek. A sírkamrában egy 2,99 m hosszú sárga kvarcitszarkofágot találtak Hatsepszut királynéként viselt címeivel, kettétört fedelén kártusban Nut istennő alakja látható. A szarkofág ma a kairói Egyiptomi Múzeumban található.

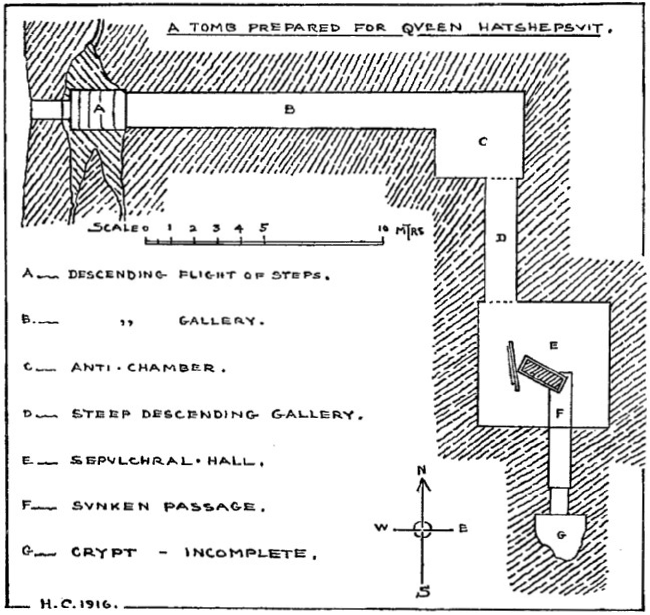
A sír keresztmetszeti rajza